# Wiesengebiete im Freiwald
Wiesengebiete im Freiwald este o arie protejată (arie de protecție specială avifaunistică — SPA) din Austria întinsă pe o suprafață de 2.410 ha, integral pe uscat.

## Localizare
Centrul sitului Wiesengebiete im Freiwald este situat la coordonatele 48°32′00″N 14°44′00″E / 48.5333°N 14.7333°E.

## Înființare
Situl Wiesengebiete im Freiwald a fost declarat arie de protecție specială avifaunistică în martie 2004 pentru a proteja 11 specii de animale.

## Biodiversitate
Situată în ecoregiunea continentală, aria protejată nu include niciun habitat protejat.
La baza desemnării sitului se află mai multe specii protejate de  păsări (11): fâsă de luncă (Anthus pratensis), prepeliță (Coturnix coturnix), cristeiul de câmp (Crex crex), presură sură (Emberiza calandra), becațină comună (Gallinago gallinago), sfrâncioc roșiatic (Lanius collurio), Locustella naevia, ciocârlie de pădure (Lullula arborea), mărăcinar (Saxicola rubetra), silvie porumbacă (Sylvia nisoria), cocoșul de mesteacăn (Tetrao tetrix tetrix).